# Castelo de Comlongon

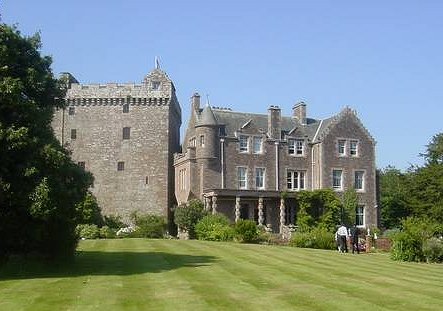
Castelo de Comlongon, Inglaterra.

O Castelo de Comlongon (em língua inglesa, Comlongon Castle) localiza-se a cerca de um quilómetro da povoação de Clarencefield, dez quilómetros a sudeste de Dumfries, no sudoeste da Escócia.
Trata-se de um torreão que remonta ao século XVI, ampliado no século XIX com o acréscimo de uma mansão em estilo baronial. O conjunto, torre e mansão encontram-se requalificados como um hotel.

## História
Thomas Randolph, 1º conde de Moray, no início do século XIV outorgou as terras de Comlongon, ao seu sobrinho William de Moravia, antepassado dos Murray de Cockpool. O seu descendente, Cuthbert de Cockpool fez erguer o castelo de Comlongon em fins do século XV, para substituir o antigo castelo de Cockpool, dos Murray, de que apenas se conserva a Granja Cockpool, a sudoeste de Comlongon. O seu filho, John Murray, foi nomeado barão de Cockpool em 1508. Os descendentes dos Murray foram, posteriormente, nomeados viscondes de Stormont (1621) e condes de Mansfield (1776, tendo os domínios de Cromlongon passado a integrar as possessões deste título até 1984.
Encontra-se classificado na categoria "A" do "listed building" desde 4 de novembro de 1971.
O imóvel foi adquirido pelos seus atuais proprietários ao conde de Mansfield em 1984, tendo sido reformado e requalificado como um hotel, sua atual função.

## Características
O torreão, erguido em pedra de arenito vermelho, apresenta planta retangular com as dimensões de 15 por 13 metros, erguendo-se a 18 metros de altura. As fundações são em pedra, para dar suporte à estrutura, uma vez que o primtivo terreno era pantanoso.
A entrada da torre conserva a sua grade defensiva original, em metal, diante da porta. Esta franqueia um recinto abobadado com um poço, e duas escadas em espiral que conduzem à parte superior. A escada principal encontra-se no vértice nordeste e conduz até uma câmara ao nível do parapeito, enquanto que a segunda escada acede ao primeiro pavimento.
O salão principal é dominado por uma grande lareira, encimada por uma escultura das armas reais da Escócia. Brasões heráldicos e outros elementos entalhados decoram o recinto demonstrando a riqueza dos Murrays. Uma chaminé, no extremo oposto do salão, teria servido a uma estreita cozinha, separada da sala por um painel de madeira tela onde atualmente existe uma parede divisória.
A característica mais notável da torre são as suas paredes, com mais de quatro metros de espessura em determinados pontos, com numerosas câmaras interconectadas, de modo até então desconhecido nos castelos da Escócia. A estreita cozinha é um exemplo dessas câmaras. Ainda dentro das paredes do salão existe uma sala de guarda com uma cela, e um alçapão que comunica com uma sombria masmorra inferior.
Acima do salão principal existem dois pavimentos, com parapeitos ao nível do telhado. O parapeito oeste foi telhado anteriormente a 1624, quando foi feito um inventário, criando uma galeria. Uma estrutura similar foi construída sobre o vértice sudeste, dando à fachada sul uma aparência simétrica. Os pavimentos superiores também foram subdivididas antes dessa época.
Houve um período em que um fosso e um valado rodeavam a torre, embora tenham sido abandonados no início do século XVIII, quando se acrescentou uma casa senhorial à ala este da torre. Entre 1890 e 1902 esta casa foi substituída pela atual mansão baronial escocesa, com projeto dos arquitetos James Barbour & JM Bowie de Dumfries.